# Penelope montagnii
A Penelope montagnii a madarak osztályának tyúkalakúak (Galliformes) rendjébe és a hokkófélék (Cracidae) családjába tartozó faj.

## Rendszerezése
A fajt Charles Lucien Jules Laurent Bonaparte francia ornitológus írta le 1856-ban, az Ortalida nembe Ortalida montagnii néven.

## Alfajai
- Penelope montagnii atrogularis Hellmayr & Conover, 1932
- Penelope montagnii brooki Chubb, 1917
- Penelope montagnii montagnii (Bonaparte, 1856)
- Penelope montagnii plumosa Berlepsch & Stolzmann, 1902
- Penelope montagnii sclateri G. R. Gray, 1860[2]

## Előfordulása
Az Andok hegységben, Argentína, Bolívia, Kolumbia, Ecuador, Peru és Venezuela területén honos. Természetes élőhelyei szubtrópusi és trópusi hegyi esőerdők. Állandó, nem vonuló faj.

## Megjelenése
Testhossza 51–61 centiméter, testtömege 818–840 gramm.
|  |

## Életmódja
Főleg gyümölcsökkel táplálkozik.

## Természetvédelmi helyzete
Az elterjedési területe rendkívül nagy, egyedszáma ugyan csökken, de még nem éri el a kritikus szintet. A Természetvédelmi Világszövetség Vörös listáján nem fenyegetett fajként szerepel.